# کنیچی ماتسویاما
کنیچی ماتسویاما (انگلیسی: Kenichi Matsuyama؛ زادهٔ ۵ مارس ۱۹۸۵) یک هنرپیشه اهل ژاپن است.